# 大興體育館

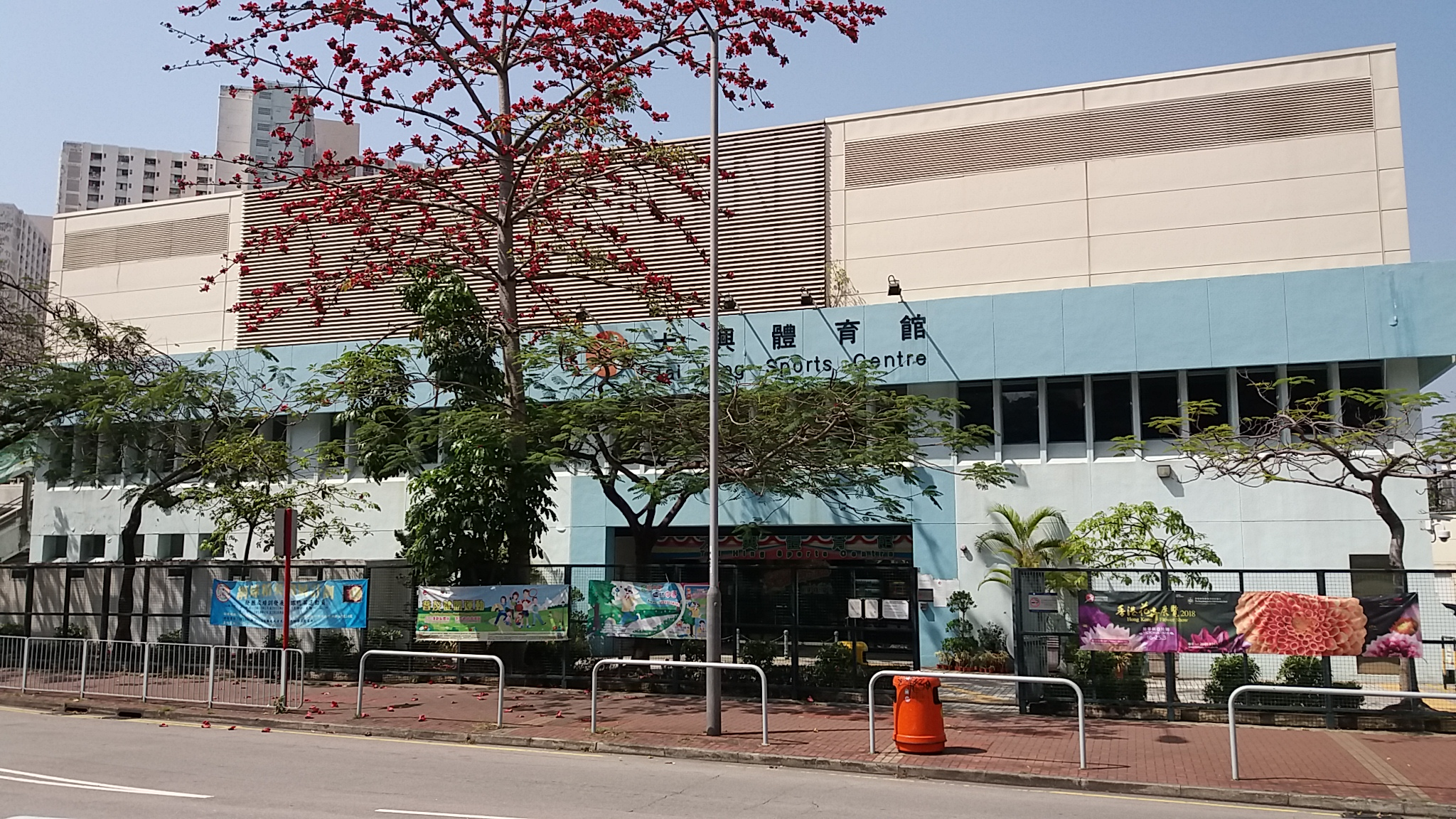
大興體育館外觀

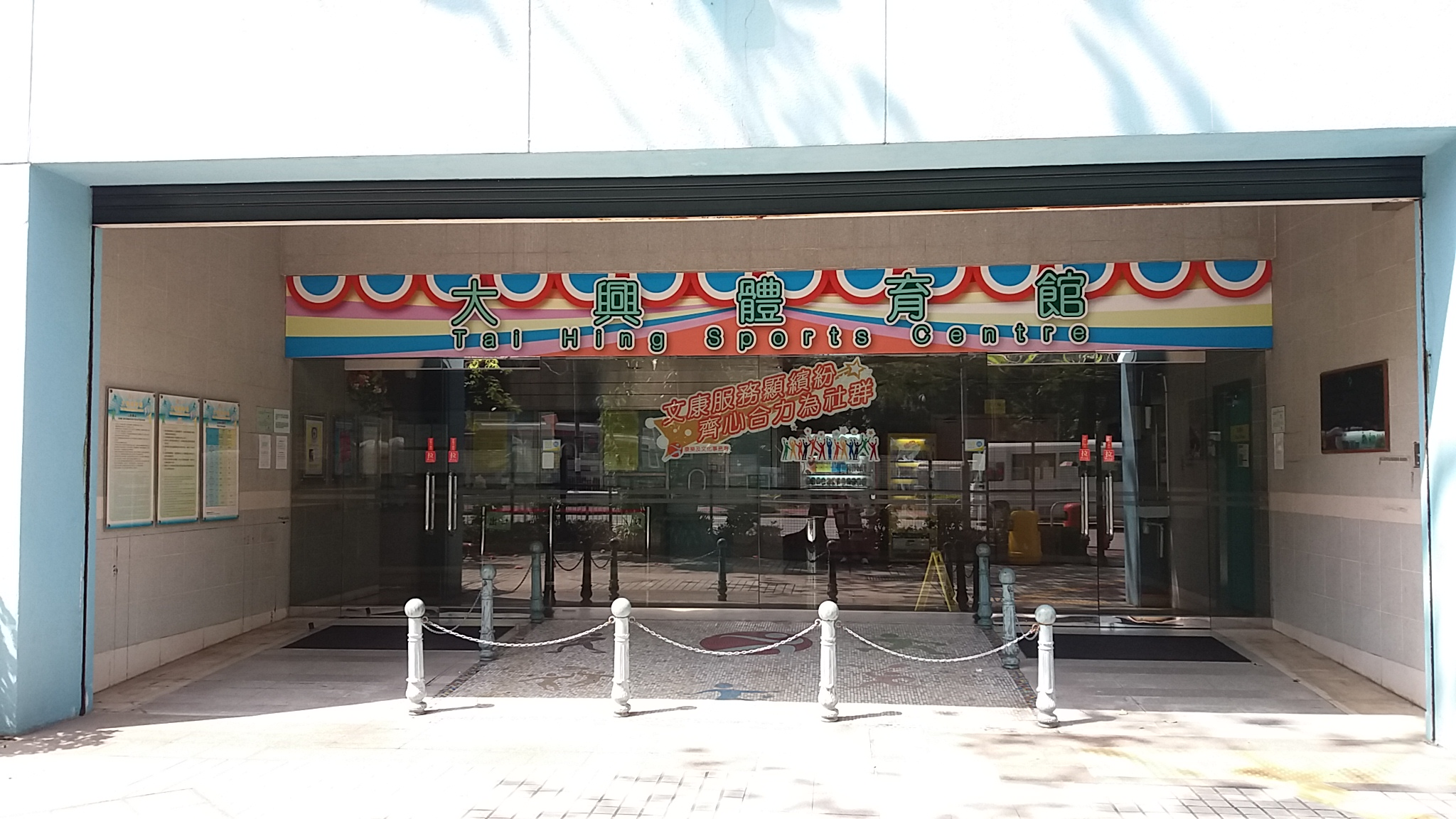
大興體育館入口

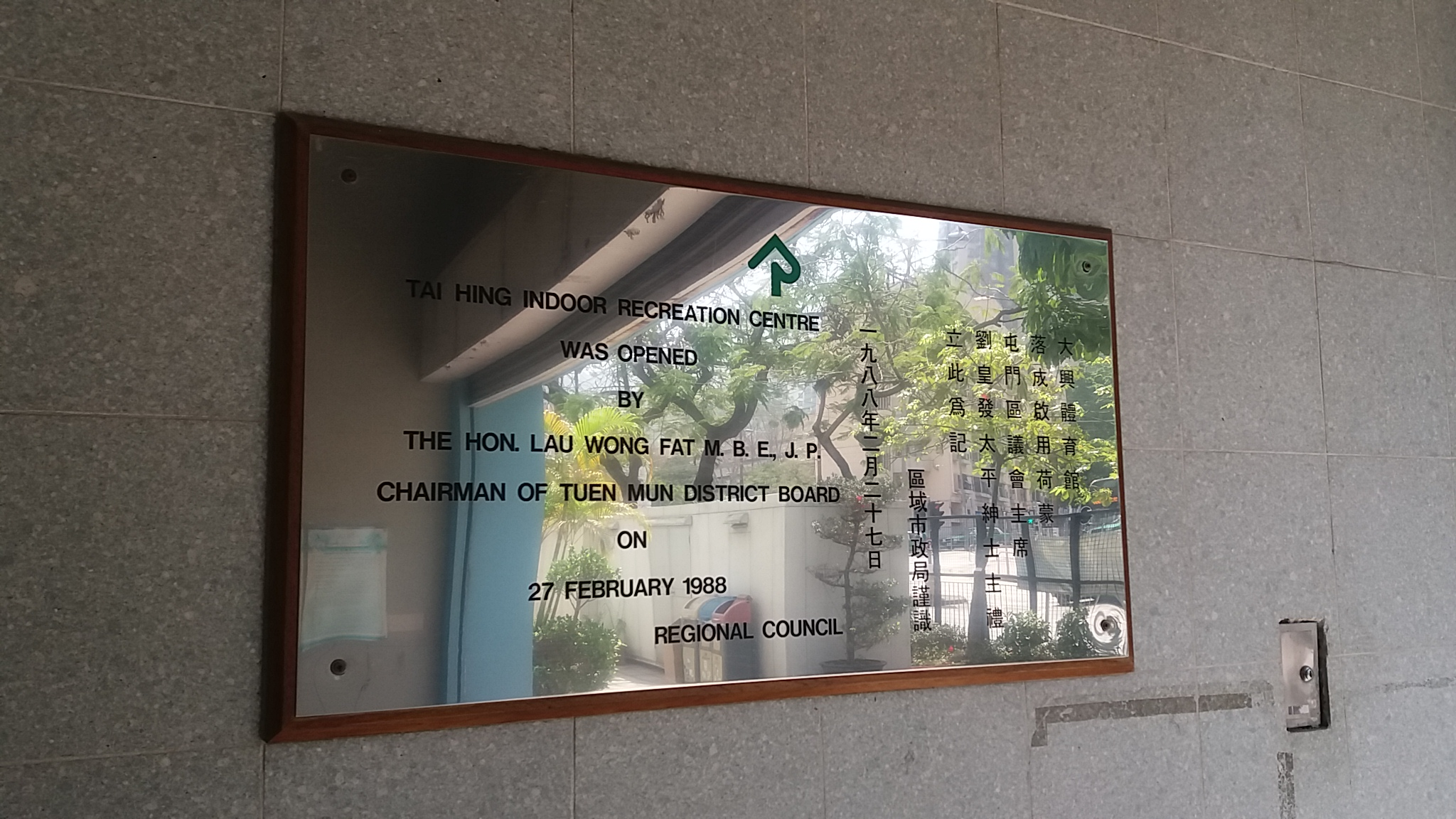
大興體育館啟用牌匾

大興體育館（英語：Tai Hing Sports Centre）位於香港新界屯門區青松觀路38號，毗鄰大興邨、澤豐花園及賽馬會仁愛堂游泳池。主場館及壁球場分別於1987年1月5日及1988年1月2日啟用，由康樂及文化事務署管理，主場曾於2006年1月翻新。

## 設施
地下設兩間乒乓球室、舞蹈室、看台及多用途主場，可以作為兩座籃球場、兩座排球場或者8座羽毛球場。1樓設會議室、健身室及多用途活動室。
- 輔助設施，包括收費及訂場處、會議室、救傷室、洗手間、更衣淋浴室和貯物室。
- 停車場和單車停泊位

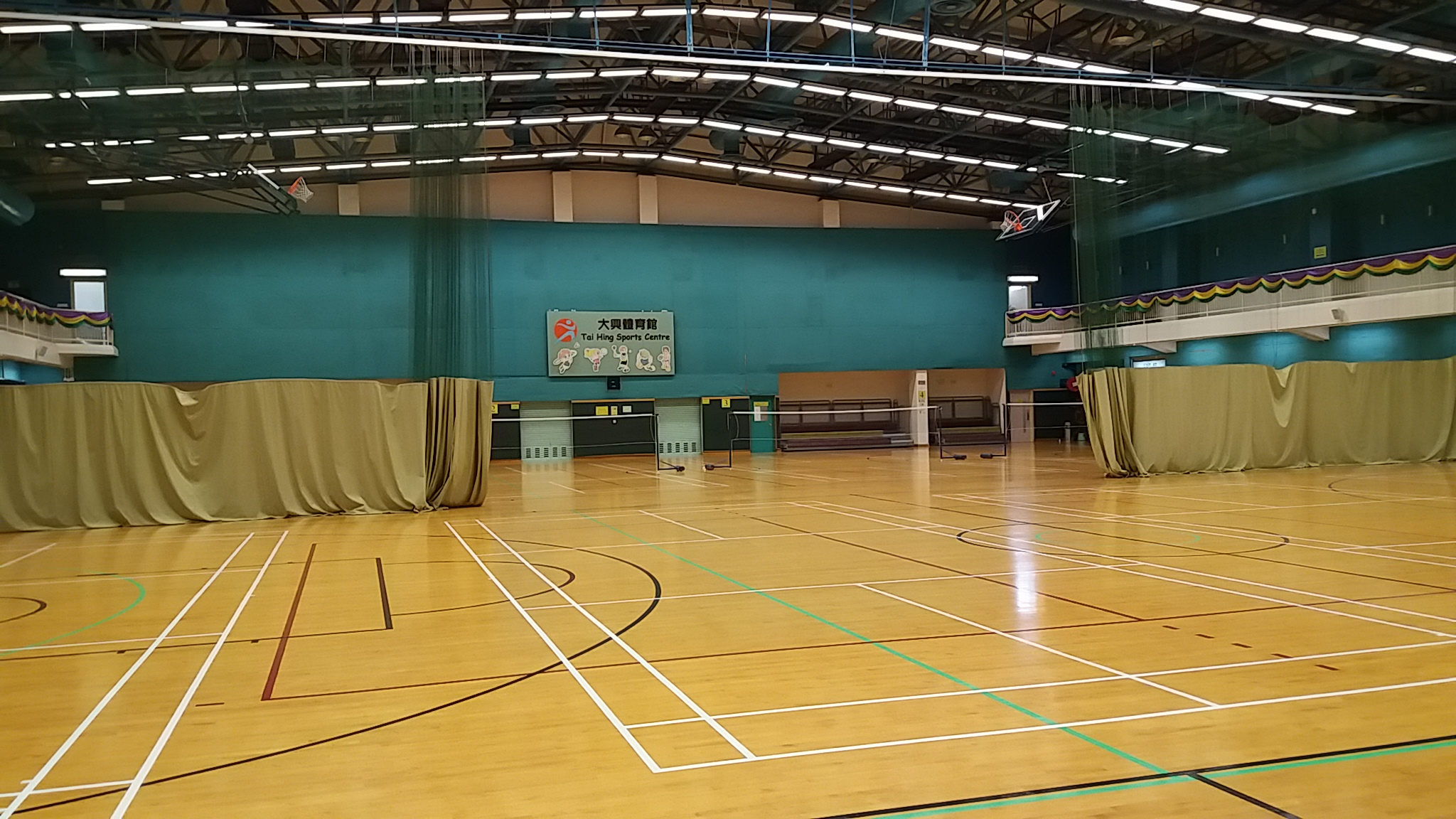
多用途主場
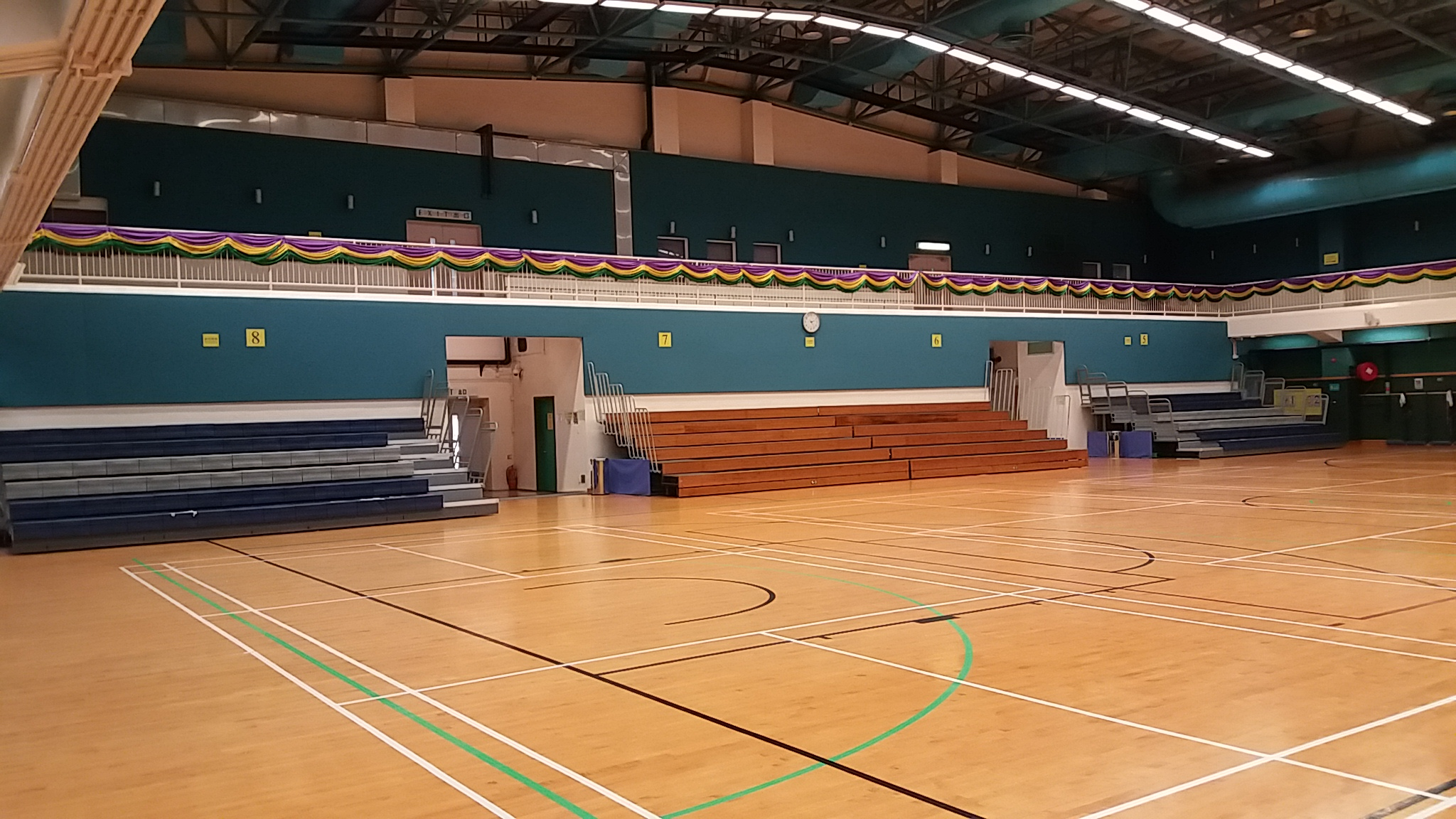
多用途主場看台

### 設施樓層
| 一樓 | 會議室、健身室、多用途活動室               |
| 地下 | 收費及訂場處、多用途主場、乒乓球室、舞蹈室 |

## 開放時間
每日07:00-23:00，而每月第2和第4個星期一的07:00-13:00會暫停開放，以進行定期保養。

## 鄰近建築物及設施
- 大興邨
- 澤豐花園
- 屯門鄧肇堅運動場
- 賽馬會仁愛堂游泳池